# Oberwichtrach

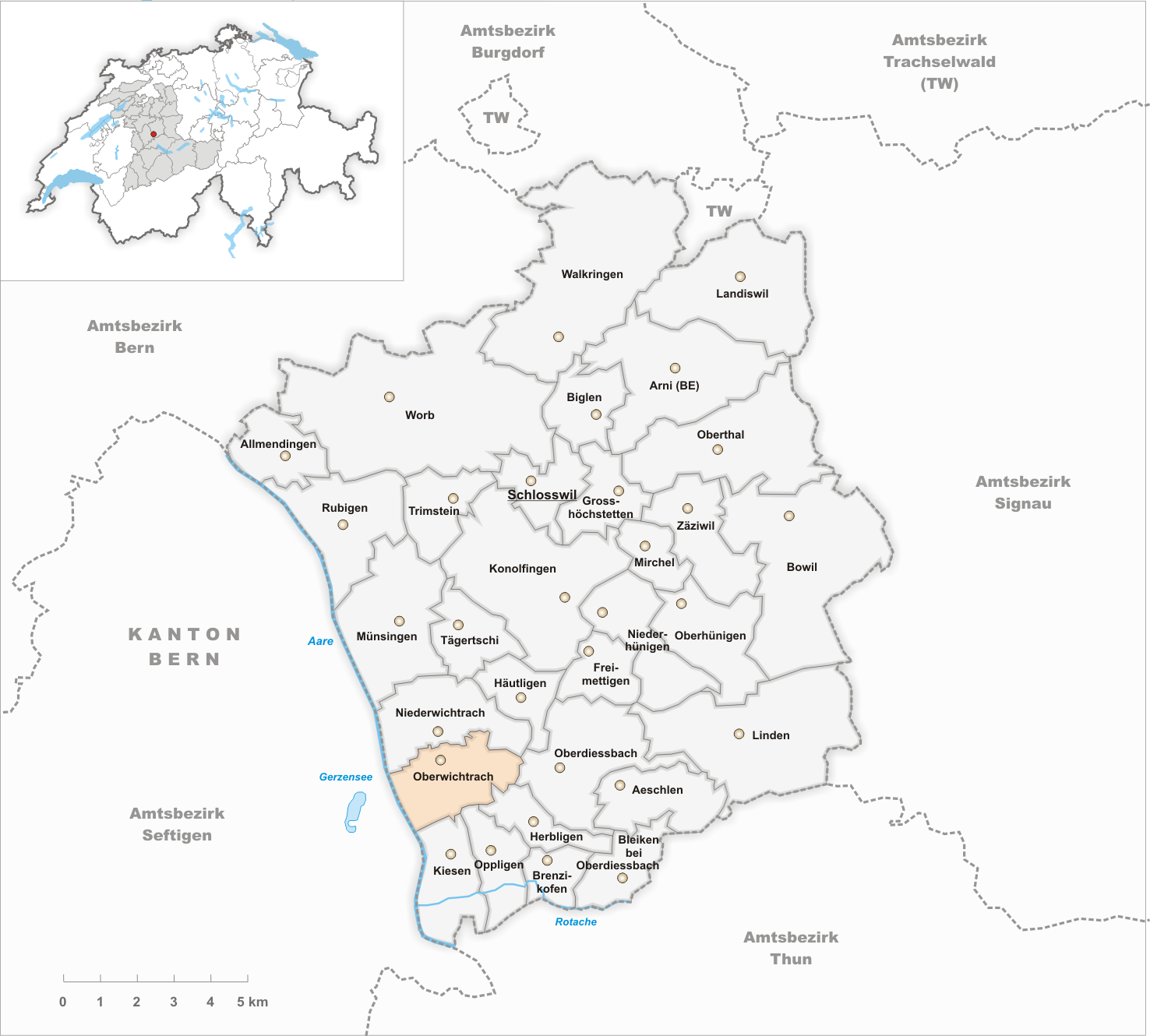
Gemeindestand vor der Fusion am 1. Januar 2004

Oberwichtrach ist eine Ortschaft der Gemeinde Wichtrach im Verwaltungskreis Bern-Mittelland des Kantons Bern in der Schweiz. Am 1. Januar 2004 wurde die ehemalige Gemeinde zur Gemeinde Wichtrach fusioniert.

## Verkehr und Bevölkerung
Die Bahnlinie Bern–Thun (Station 1859) hatte auf das Gemeindewachstum wenig Einfluss; erst nach 1900 überflügelte Oberwichtrach allmählich Niederwichtrach. Die rasante Bevölkerungszunahme ab 1960 schlug sich in der Anlage von Neuquartieren in der Au und um den Dorfkern nieder.